# 龙科费拉罗
龙科费拉罗（義大利語：Roncoferraro），是意大利曼托瓦省的一个市镇。总面积63平方公里，人口7320人，人口密度116.2人/平方公里（2009年）。国家统计（ISTAT）代码为020052。